# Большое Косарово
Большое Косарово — упразднённая деревня в Ржевском районе Тверской области России. Находилась на территории современного сельского поселения «Чертолино».

## География
Расположена деревня на юге области, в зоне смешанных лесов, у деревни Поротки, вблизи реки Добрыня.
К северо-западу от деревни — вершина в 218 метров.

## История
Входила в Павлюковскую (под другим данным — в Харинскую) волость Ржевского уезда Тверской губернии, позднее — в Афанасовский сельсовет.
Владелица имения — Ковалевская Маргарита Александровна, поручица.

## Инфраструктура
Владельческая усадьба (описание от 1858 г.- ГАТО. Ф. 148. Оп. 1. Д. 1550. 16 л.).

## Транспорт
Урочище находится у автомагистрали М9 «Балтия».